# Павел Станев
Павел Колев Станев (роден на 27 октомври 1986) е български футболист, който играе за Ботев Враца като вратар.

## Кариера
Юноша на ПФК Ботев (Пловдив). Играл е за ПФК Ботев (Пловдив), ПФК Монтана (Монтана), ФК Вихрен и Несебър.